# Moulin Forville – musée Victor-Tuby
Le moulin Forville – musée Victor-Tuby est un ancien moulin à huile, siège du musée consacré au souvenir de Victor Tuby et aux traditions provençales à Cannes.

## Situation géographique
Le moulin Forville  – musée Victor-Tuby est situé 17 rue Forville, derrière le marché Forville, dans le quartier du Suquet à Cannes, dans le département des Alpes-Maritimes en région Provence-Alpes-Côte d'Azur (France). 

## Historique
Ancien moulin à huile (un moulin « à sang ») abbatial du XIVe siècle devenu bien national à la Révolution, revendu à des acquéreurs successifs, le moulin Forville est acheté en 1905 par François Tuby, conseiller municipal de La Bocca et avocat dont le cabinet se trouve quai Saint-Pierre. Après son mariage avec Suzanne Clément en 1919, son fils Victor Tuby s'installe dans les murs du moulin, où il vit et travaille et où il fonde l'Académie provençale de Cannes (Acadèmi prouvençalo de Cano). Le moulin Forville abrite son atelier de sculpteur et d'artiste peintre mais aussi l'antique Rosengart avec laquelle l'artiste, qui était également un homme de science, biologiste et humaniste, parcourait l'arrière-pays à la recherche des simples qu'il étudiait dans son laboratoire-herboristerie, où il procédait aussi à l'étude des effets des radiations telluriques.
Un an après sa mort, est créée l'Association des amis de Victor Tuby, déclarée le 9 décembre 1946 à la sous-préfecture de Grasse, qui a pour objet d'« entretenir le souvenir honorer et exalter la mémoire, découvrir à ceux qui l'ignorent l'œuvre féconde, artistique, folklorique et régionaliste comme aussi l'œuvre savante et bienfaisante de Victor Tuby, sculpteur et peintre, président-fondateur de l'académie provençale et biologiste » et dont le siège social est situé au moulin Forville, rue Forville à Cannes.
À la mort de Suzanne Clément veuve Tuby, le 29 août 1975, le moulin et les collections qu'il contient sont légués à la Société scientifique et littéraire de Cannes à charge pour elle d'en faire un musée. L'incapacité juridique de la Société ne lui permet pas d'hériter. Une nouvelle association composée de vieux cannois proches de Victor Tuby voit le jour en 1993. Elle prend le nom de « Moulin Forville – musée Victor-Tuby » et se donne pour objet de « sauvegarder, restaurer, gérer le Moulin Forville, et également de développer les activités de promotion. Ses autres objectifs sont l'ouverture au public du Musée Victor-Tuby et l'amélioration des collections ». Des imbroglios juridiques l'opposent à la Société scientifique et littéraire de Cannes.. L'Association Moulin Forville Musée Victor Tuby rentre enfin en possession du mobilier et des collections par un arrêt de la cour d'appel d'Aix-en-Provence en date du 31 mars 1998. Le même arrêt impose à la ville de Cannes, qui est rendue propriétaire du bâtiment en 1995, de réunir les conditions qui permettront la réalisation in situ du musée et son ouverture au public. 

## Activités
L'association présente en février 2018 les péripéties de son historique sur le blog « Cannes et son  héritage ». Une page Facebook ouverte le 18 août 2011 et un deuxième blog ouvert le 9 septembre 2012 présentent ses activités jusqu'au 30 juillet 2017 pour la première et jusqu'au 29 décembre 2016 pour le deuxième. Le site internet des associations loi de 1901 décrit ainsi l'activité : « Musée de la tradition provençale et du souvenir de Victor Tuby ». 

## Collections
Le moulin est ouvert sur RV. Sont visibles l'atelier de sculpture avec des œuvres de Victor Tuby, les collections de costumes provençaux et d'objets traditionnels, les pièces du moulin avec la presse reconstituée et la vis en bois, la voiture du sculpteur remise en état de marche.